# Bieke Ilegems
Bieke Ilegems, pseudoniem van Sabina Ilegems (Turnhout, 1 juli 1971), is een Belgische actrice, presentatrice, nieuwsanker en auteur.

## Biografie
Ilegems heeft communicatiewetenschappen gestudeerd aan de VUB. Ze had met haar kennis eerder gedacht aan een carrière in de journalistiek, maar rolde zomaar in de wereld van het acteren. Tijdens haar studies belandde ze in de film Boys en werd ze het jaar nadien gecast voor de televisieserie Familie, waarin ze 7 seizoenen lang de secretaresse Babette Van Tichelen vertolkte. Met deze rol debuteerde Ilegems als actrice in Vlaanderen en werd ze bekend bij het grote publiek. Later zei ze hierover: "Ik was als tiener al bezig met acteren, maar zo had ik het niet gepland. Dat leeft nog steeds bij de mensen na al die jaren, de manier waarop je carrière begint bepaalt doorgaans in welk hokje je wordt geplaatst."
Als presentatrice debuteerde ze in 1994 op VTM met de lifestyle-programma's Goeiemorgen en Goeiemiddag. Daarna ging ze ook aan de slag als presentatrice en nieuwsanker bij andere zenders zoals ATV, Vitaya, TV Oost, Vijf en Eén. Van 2013 tot 2015 was ze zenderstem bij de digitale zender Libelle TV. Verder is ze voice-over voor diverse programma's.
Ilegems kwam in een dualiteit terecht tussen het acteren en haar opleiding communicatiewetenschappen. Hierdoor nam ze de beslissing te starten als journaliste en nieuwslezer bij de regionale tv-zender ATV, de enige job waar ze ooit heeft moeten voor solliciteren.
Ilegems is nog steeds actief als actrice en was ook te zien in tal van programma's zoals De Rodenburgs, Sara en LouisLouise, maar eveneens in theaterstukken.

### Naast televisiewerk
Naast televisie- en radiowerk is Ilegems ook een veelgevraagde host en moderator voor bedrijfsevenementen, streamings en debatten en fungeert ze ook als influencer.
In 2020 kwam nog een kinderdroom uit van Ilegems en mocht ze voor het Belgische merk Thelma & Louise een capsulecollectie ontwerpen. Ze tekende een paar schetsten waarna het ontwerpteam dit tot leven bracht.

## Tijdlijn
Tijdens haar jeugd studeerde Bieke al rollen in bij de Toneelacademie in Turnhout. Tijdens haar studies kreeg ze in 1991 toevallig de kans om in de film Boys mee te spelen, een film van regisseur Jan Verheyen.
Ilegems is in 1992 aanvankelijk bekend geworden op haar negentiende als jonge actrice door haar rol als Babette Van Tichelen in de VTM-reeks Familie.
Ze presenteerde in de jaren 90 ook voor de radiozender Studio Brussel in de radioprogramma's De Afrekening en Compact 30.
Sinds 2000 verwierf ze ook bekendheid als presentatrice bij diverse televisiezenders. Zo startte ze als journalist en nieuwslezer bij de regionale tv-zender ATV.
In 2005 nam Ilegems deel aan het vierde seizoen van De Slimste Mens ter Wereld, ze overleefde 2 deelnames.
In 2013 presenteerde Bieke Straffe verhalen met Bieke Ilegems op VIJF.
In 2014 nam ze samen met haar echtgenoot Erik Goossens deel aan het dansprogramma Dansdate. Het koppel slaagde erin op 5 december 2014 het programma te winnen.
Sinds 2015 is Bieke ook nieuwsanker voor de regionale tv-zender TV Oost.
In 2015 was ze een van de vaste BV's in We're Going to Ibiza op Eén. En in de zomer van 2015 en 2016 presenteerde ze op Eén het datingprogramma Vind je lief.
In 2016, in het veertiende seizoen, nam Ilegems nogmaals deel aan De Slimste Mens ter Wereld, ze kwam vijfmaal terug, waarvan ze twee overwinningen behaalde.
In 2018 nam ze met haar echtgenoot Erik Goossens deel aan het kookprogramma 2 sterrenrestaurant op VTM.

## Carrière

### Theater
- 1999: MN ZKT VR (Man zoekt vrouw)
- 2001: Je veux l’amour
- 2022: Blauw en Assisen IV: de sterrenmoord - hoofdrol als advocate

### Programma's
- 2005: De Slimste Mens ter Wereld 2005 - VIER (2 deelnames)
- 2015: We're going to Ibiza! - Eén
- 2016: Dansdate - VTM
- 2016: De Slimste Mens ter Wereld 2016 - VIER (7 deelnames)
- 2018: Tweesterrenrestaurant - VTM
- 2018: Boxing Stars - VTM
- 2018: Groeten uit 2018 - VTM

### Stemactrice
- 2010: Toy Story 3 - als Barbie
- 2015: Inside Out - als Rileys moeder
- 2024: Inside Out 2 - als Rileys moeder

### Televisiepresentatrice
- 1994: Goeiemorgen - VTM (ontbijttelevisie)
- 1994: Goeiemiddag - VTM (middagtelevisie)
- Inzicht - ATV (achtergrondmagazine)
- Over groot en klein - ATV (opvoedingsprogramma)
- Wakker op Zondag - ATV als anchor (politiek en maatschappelijk debatprogramma)
- Oog in Oog - ATV en Vitaya
- Spruitjes - Vitaya
- Zwanger - Vitaya
- Het Zomeruur - VTM
- Exclusief - VTM
- Exclusief Zomer - VTM
- Straffe Verhalen - Vijf
- Vind je lief - Eén
- Rubriek Vakantiekriebels - VTM

### Radiopresentatrice
- De Afrekening - Studio Brussel
- Compact 30 - Studio Brussel
- Hit 50 - Studio Brussel
- Nostalgie - zenderstem

### Auteur
Bieke Ilegems schreef drie boeken:
- 2017: Zoektocht - De zoektocht van een ouder meisje naar eeuwige schoonheid & groot geluk.
- 2018: Gezondig - Balanceren tussen gezond en ongezond, op en neer, dank u en fuck you.
- 2021: Fuck(ing) Perfect! - Inspiratie voor een leven vol zin, ziel en sprankel.

## Privé
Ilegems is getrouwd met de Belgische acteur en zanger Erik Goossens, die ze heeft leren kennen op de set van Familie. Ze hebben samen twee dochters. Ilegems is de jongere zus van de acteur Herwig Ilegems en de journalist Danny Ilegems.

## Prijzen
- 2014: Samen met Erik Goossens is ze de winnaar van dansprogramma Dansdate

- International Standard Name Identifier: 0000 0004 6356 9026
- MusicBrainz: b7d30692-689f-40f3-a3c8-bce65f6d4af3
- Virtual International Authority File: 3140151112570437180001
- WorldCat: E39PBJB8mTdk4tdYjkG4cCVBfq